# 青龍偃月刀

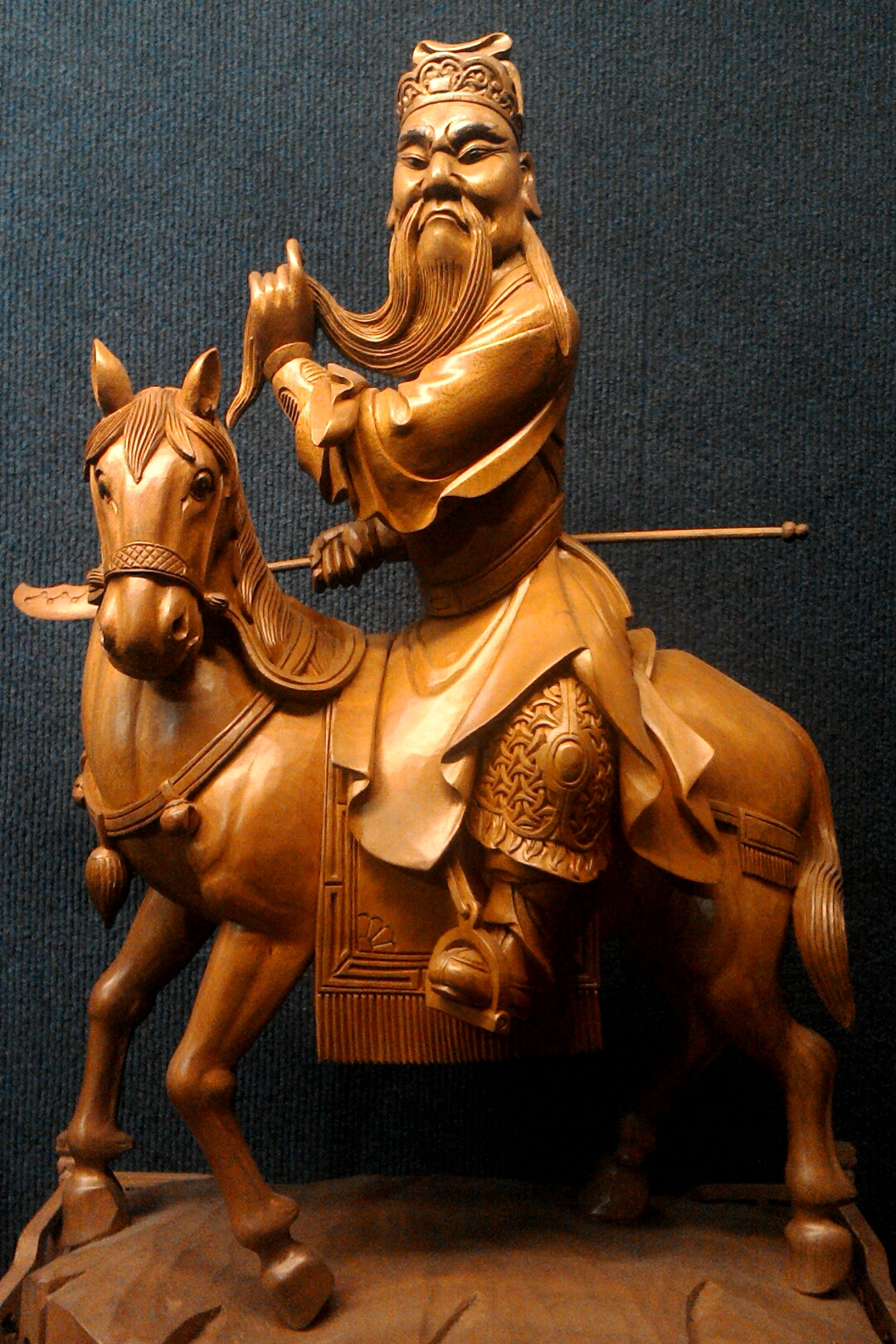
黃龜理「關聖帝君」木雕，騎乘赤兔馬、手持青龍偃月刀的關羽。

青龙偃月刀是偃月刀的其中一種。根據文獻記載及出土文物中，偃月刀在宋朝開始出现，因重量關係，主要用於鍛鍊臂力，非戰爭中的武器。

## 關羽的青龍偃月刀
在小說《三國演義》中，劉備的二弟關羽所使用的兵器，書中描述青龍偃月刀重八十二斤（約相當於現代的18.204-19.27公斤，东汉一斤约现代222-235克），又名冷艷鋸。關羽用其斬殺了不少武將，所以後世也稱青龍偃月刀為關刀。在關羽被殺後，青龍偃月刀被東吳將領潘璋奪走，後來，關羽的兒子關興殺潘璋為父報仇，奪回青龍偃月刀。從此，青龍偃月刀被視為關公的象徵。